# 書斎のミネルヴァ (ライデン・コレクション)

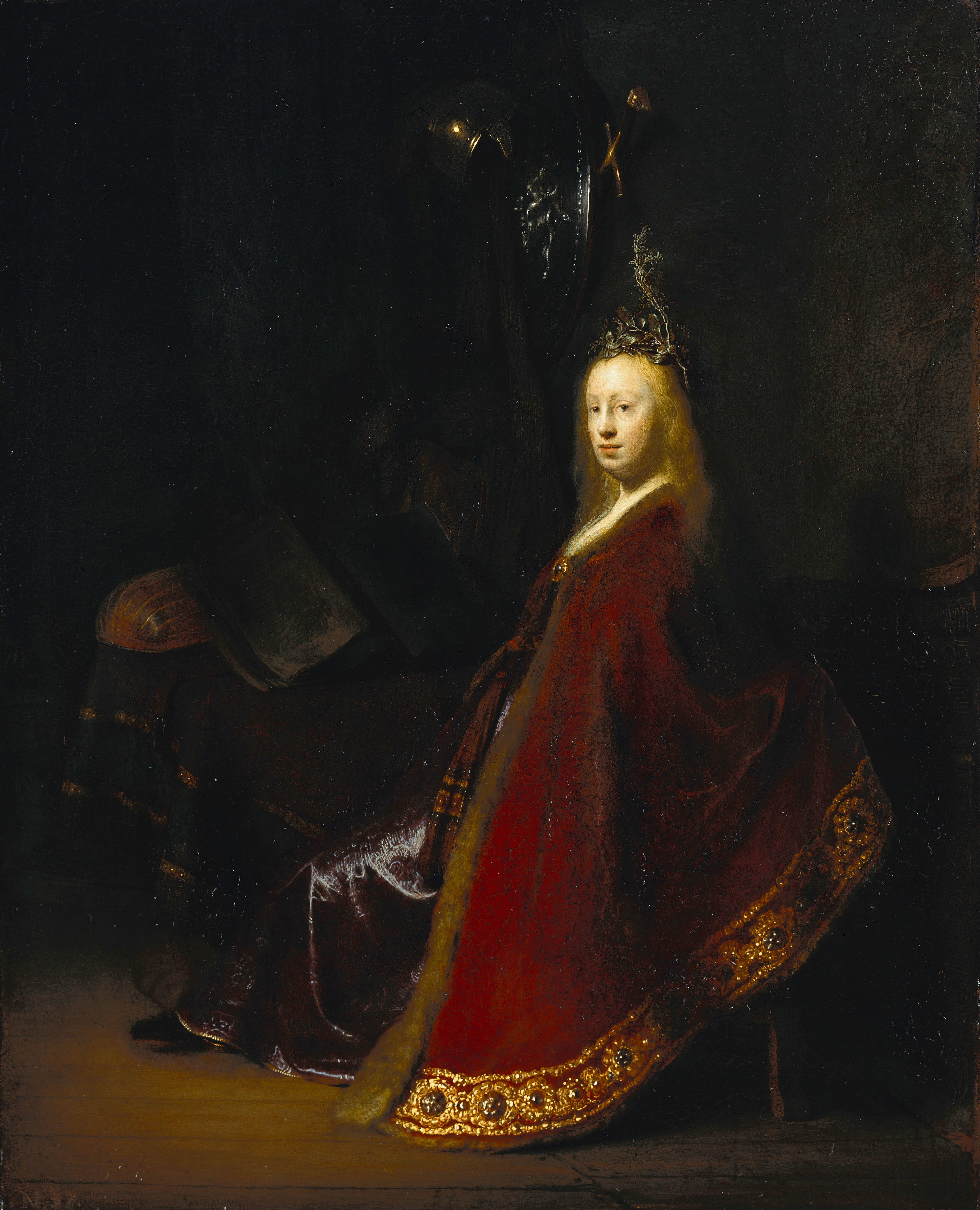
1631年頃の『書斎のミネルヴァ』。ベルリン絵画館所蔵。

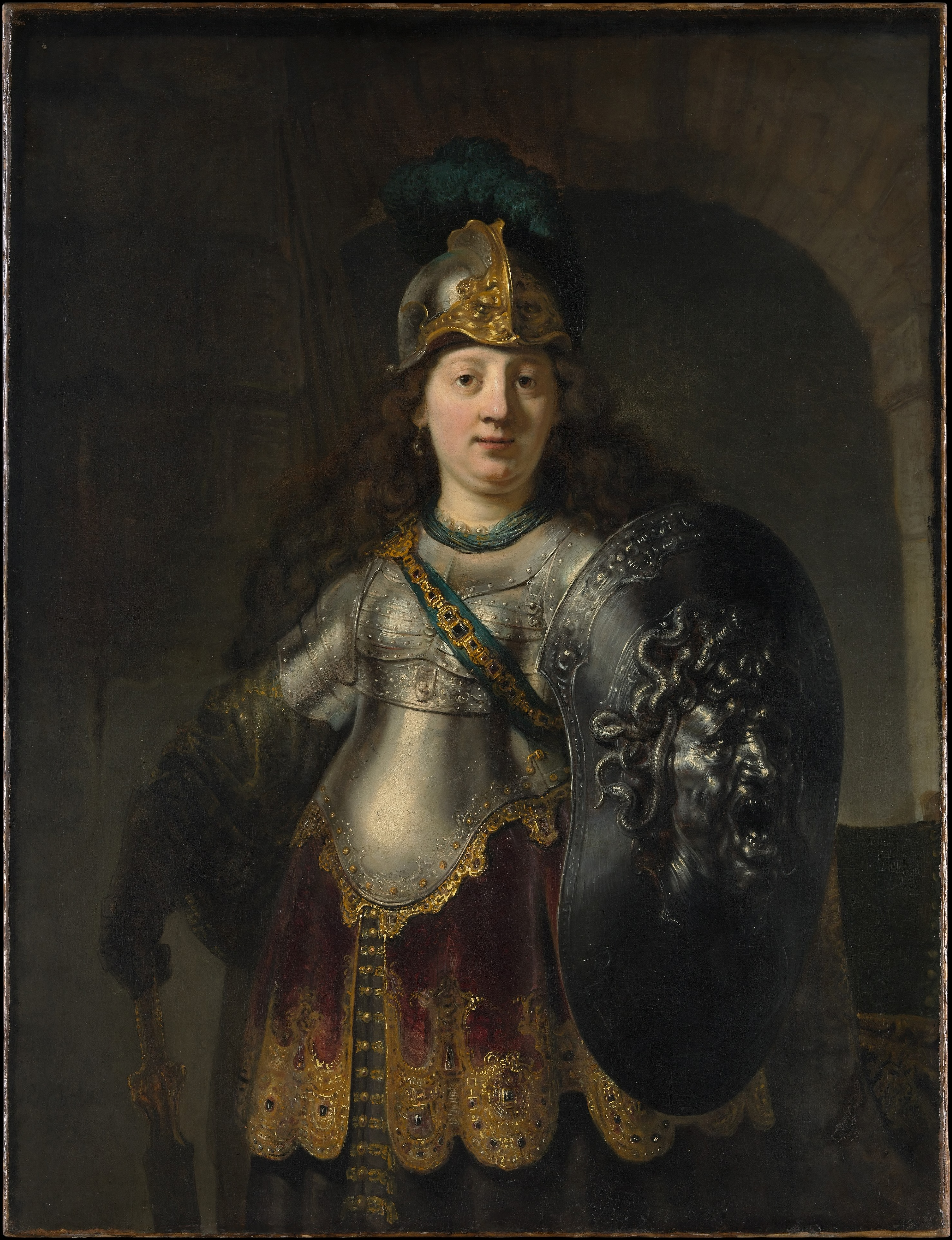
1633年の『ベローナ』。メトロポリタン美術館所蔵。

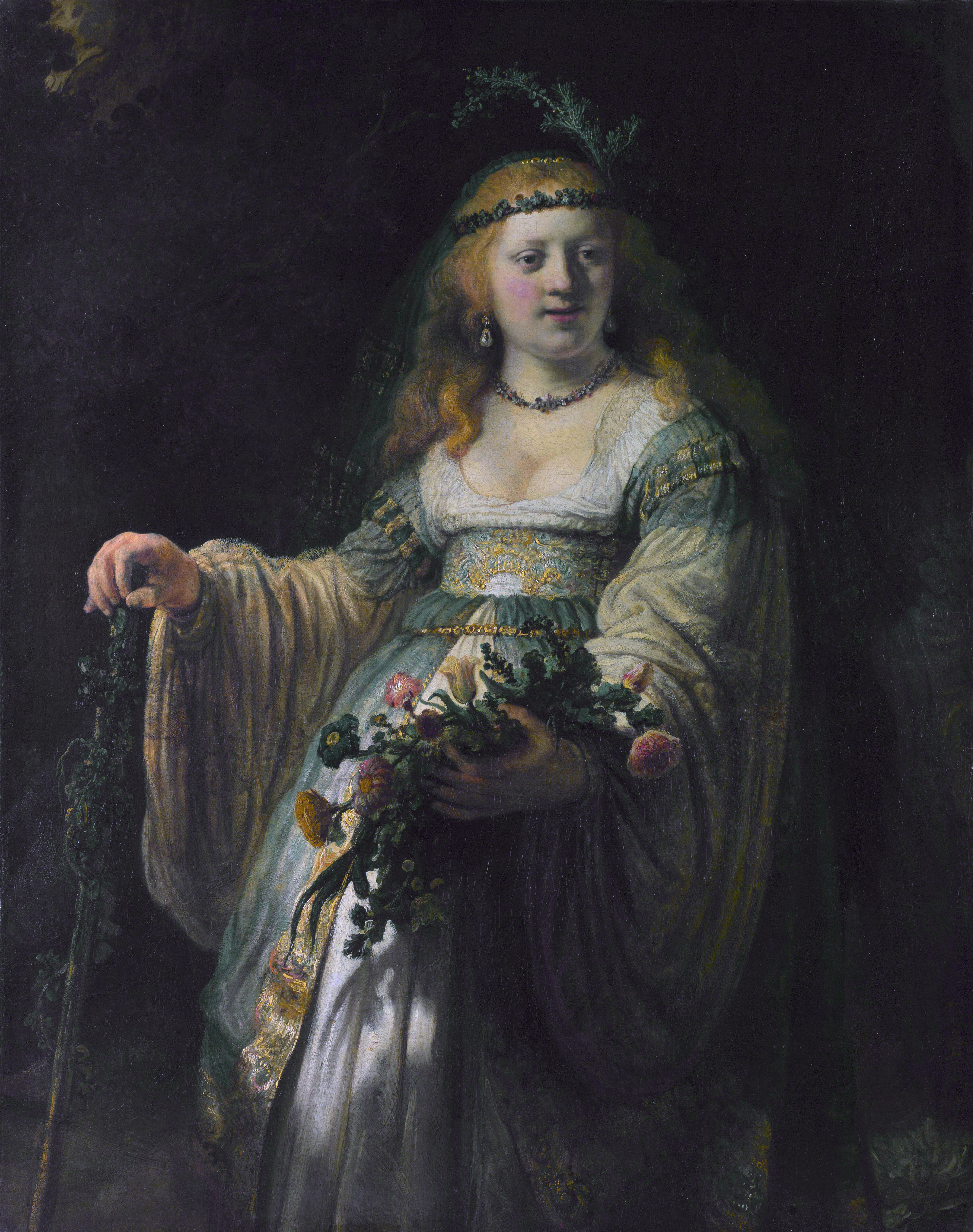
1635年の『アルカディアの衣装を着たサスキア』。以前はフローラを描いたと考えられていた。ロンドン・ナショナル・ギャラリー所蔵。

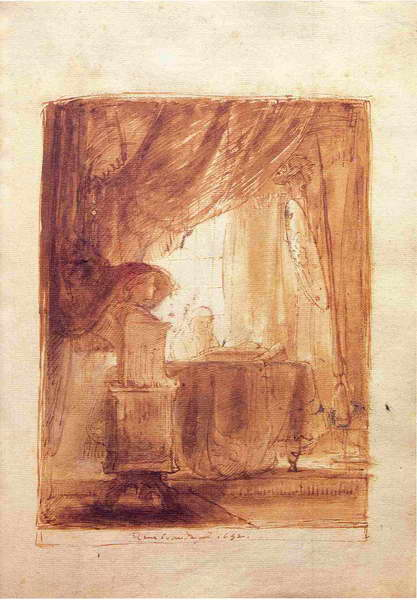
1652年の水彩画『書斎のミネルヴァ』。個人蔵。

『書斎のミネルヴァ』（しょさいのミネルヴァ、蘭: Minerva in haar studeervertrek, 英: Minerva in Her Study）あるいは単に『ミネルヴァ』（蘭: Minerva）は、オランダ黄金時代の巨匠レンブラント・ファン・レインが1635年に制作した絵画である。油彩。主題はギリシア神話の戦いと知恵の女神アテナ（ローマ神話のミネルヴァ）から取られている。長い間個人のコレクションに所有され、展覧会でも紹介される機会が少なかったため、専門家からあまり注目されてこなかった作品である。18世紀以降、スコットランドの貴族サマーヴィル家によって所有されたことが知られ、1988年から2001年にかけて東京都中央区のブリヂストン美術館の展示作品の一部を形成していた。現在はオランダ黄金時代の絵画の世界最大の個人コレクションの1つとして知られるニューヨークのライデン・コレクション（The Leiden Collection）に所蔵されている。また1631年のバージョンがベルリンの絵画館に、1652年の水彩画バージョンが個人コレクションに所蔵されている。

## 作品
静かに読書をしていたミネルヴァは何かに集中力を妨げられたかのように、机上に開かれた大きな書物から顔を上げて、鑑賞者の側を見つめている。レンブラントはミネルヴァを描写する際に、知恵の女神と芸術の守護者としての役割に焦点を当てており、脇に置いた武器と武具に背を向け、書斎で読書をしている様子を描いている。金色の光が画面左上から差し込み、大きく目を見開いて警戒した表情の力強い顔を照らし、ふわりと緩やかにカールした長い金髪が彼女の肩に落ちている。彼女は頭上に月桂冠を戴き、真珠のネックレスとティアドロップの真珠のイヤリングで身を飾り、刺繍された重たげな厚いマントを肩に掛けている。レンブラントは月桂冠と重厚なマントによってミネルヴァの威厳のある外観を強化している。マントの下にはライトグレーのスカートと白いシャツの上にたっぷりした青い衣服をまとい、青い帯で結んでいる。背景には、多くの書物、天球儀、布の上に黄金の兜や槍が置かれている。またミネルヴァの背後の石柱にはゴルゴンの頭を持つ盾が吊り下げられている。
ミネルヴァの長髪は処女であることを示している。珍しいことに、レンブラントはミネルヴァの頭上に月桂冠を置いている。通常、月桂樹はアポロンに捧げられた植物であり、その枝葉で作られた月桂冠は詩人あるいは勝利者を表した。これに対してミネルヴァを象徴する植物はオリーブである。しかしレンブラントは勝利の月桂冠をミネルヴァに与え、彼女の武器と甲冑を脇に置いて豪華な衣服を着せることで、学問と平和の女神としての女神を前面に示すことを意図したと考えられる。
『書斎のミネルヴァ』は古典神話をモチーフとした1630年代の典型的な作品であり、メトロポリタン美術館の1633年の『ベローナ』（Bellona）、エルミタージュ美術館の1634年の『フローラ』（Flora）、プラド美術館の1634年の『ホロフェルネスの饗宴におけるユディト』（Judith at the Banquet of Holofernes）、ロンドン・ナショナル・ギャラリーの1635年の『アルカディアの衣装を着たサスキア』（Portrait of Saskia van Uylenburgh in Arcadian costume）といった、サスキアに触発されたレンブラントの作品群と完全に一致している。
これらの1630年代の絵画に登場する神話的な女性像と同様に、ミネルヴァは彫像のような容姿をしており、ふっくらした赤らんだ顔と重そうなまぶたを持っている。これらの作品はいずれも、1634年にレンブラントと結婚した妻サスキア・ファン・オイレンブルフをモデルに描いたと信じられていた。しかしレンブラントは結婚する前から使用していた理想化された顔を本作品においても用いたようである。これらの七分丈の人物像は、1630年代半ばのレンブラントが強い立体効果を生み出すことに特別な関心を持っていたことを示している。レンブラントは暗い背景に対して明るく照らされた人物を対比させ、柔らかい毛皮や髪などの柔らかな質感を対照的な光沢のある金属や刺繍と並置し、寒色と暖色を対立させることにより、可塑性を達成している。
これらの作品におけるレンブラントのアプローチは明らかに進歩している。レンブラントが強い立体効果に関心を持った最初の例である『ベローナ』の人物像はどこか恐ろしい容貌で、制作は脆弱に見える。1635年の『アルカディアの衣装を着たサスキア』は、レンブラントが確実な筆運びと冷淡な色合いの落ち着いたパレットで制作したため、芸術作品としてより成功している。さらに暗い背景に明るく照らされた人物を配置して、奥行きを強く示唆している。彼女の研究でミネルヴァに匹敵するのは1634年の『ホロフェルネスの晩餐会におけるユディト』である。どちらも豪華な服装をした金髪の女性が読んでいる書物から顔を上げている様子を描いている。これらの劇的な光に照らされた人物はいずれも暗い背景に対して際立っており、クリーム色と灰色の同様の微妙な配色と、比較的大胆な絵具の扱いを共有している。

## 解釈
レンブラントが1631年の数年後に平和的なミネルヴァのテーマを再び取り上げたことは、当時のオランダ共和国の政治状況と関連していた可能性がある。レンブラントが本作品を完成させた1635年、オランダ総督・オラニエ公フレデリック・ヘンドリックの指導の下、オランダ議会はオランダ共和国のスペインに対する進行中の反乱の一環として、フランスと力を合わせて南ネーデルラントに侵攻することを決定した。しかし、アムステルダムのレヘントはこの軍事介入に強く反対した。そのような侵略はアムステルダムの出費でアントウェルペンの経済を大いに潤したスヘルデ川の再開につながる可能性があるためである。レンブラントの平和的で学術的な追求に集中するために自身の武器と甲冑に背を向けて座る戦争の女神としてのミネルヴァの描写がアムステルダムのレヘントに訴えたであろうことはありえそうなことである。あるいは、レンブラントは1632年にアムステルダム大学の前身である学校「アテネウム・イラストレ」を設立した、博識なレヘントの1人を購入者候補として念頭に置いていた可能性がある。学識あるアムステルダムのレヘントのサークルの間でミネルヴァが一般的な人気を持っていたことは、1652年に古典的教養に培われた人文主義者ヤン・シックスのためにレンブラントが『書斎のミネルヴァ』をペンと一色塗りの水彩画によって制作したことでも示される。

## 帰属
帰属についてはしばしば疑問視されており、レンブラントと弟子フェルディナント・ボルが共同で制作した作品であるとも主張された。この説はレンブラントの構図に忠実なフェルディナント・ボルの複製が存在していることに基づいている。ボルは1636年にレンブラントの工房に入った直後にこの複製を作成したと考えられ、ロンドン・ナショナル・ギャラリーの1635年の『アルカディアの衣装を着たサスキア』と1636年の『旗手』（De vaandeldrager）についても、ボルは類似する複製を制作している。しかし師の作品の複製を制作することは工房の一般的な慣行であり、レンブラントも素描の裏にボルほか数人の弟子の複製を販売したことを書き記している。1989年、レンブラント研究プロジェクトは本作品の調査によって「1635年の完全な真筆画」であるという結論に至っている。レンブラント研究プロジェクトは本作品と同じ年に制作されたドレスデン美術館の『ガニュメデスの略奪』（De roof van Ganymedes）や1636年の『旗手』との類似を指摘しており、さらに支持体を調査して、1630年代半ばにレンブラントが制作した他の絵画、ロンドン・ナショナル・ギャラリーの『ベルシャザルの饗宴』（Het feestmaal van Belsazar）やアルテ・ピナコテークの『アブラハムの犠牲』（Het offer van Abraham）の工房バージョンと同じ亜麻布に描かれていることを確認している。後者についてはレンブラントの真筆画であることを確定するものではないが、これらの調査からレンブラントの作品であることは確実視されている。

## 別バージョン
本作品のほかに1631年の油彩画と1652年の水彩画のバージョンが知られている。どちらの作品もライデン・コレクションのバージョンと同様に、ゴルゴンの頭を持つ盾を描いているため、座っている女性像がミネルヴァを表していることは疑いない。1631年のバージョンは小さなサイズの板絵で、ベルリンの絵画館に所蔵されている。ミネルヴァはここでもマントをまとい、金髪の頭部に月桂冠を戴き、開かれた書物を置いた机の前に座って、背後の鑑賞者の側を振り向いている。背景の壁には武器と防具、盾、兜が掛けられている。このバージョンは1632年にデン・ハーグのオランダ総督フレデリック ・ヘンドリックのコレクションとして記録されているヤン・リーフェンスの作品と同一のものとされる。そのためレンブラントへの帰属を拒否し、ヤン・リーフェンスの作品とする見解がある。しかしこの目録はしばしばレンブラントとヤン・リーフェンスの作品を混同している。
1652年の水彩画のバージョンは人文主義者ヤン・シックスのために制作された作品で、書斎の窓のそばに配置された机に座り、執筆するミネルヴァを描いている。本作品と同様にここでも学識ある人物のために、レンブラントはミネルヴァの平和的な性格を強調して描くことを選択した。

## 来歴
絵画に関する最も古い記録は18世紀前半のスコットランドまでさかのぼり、第13代サマーヴィル卿ジェームズ・サマーヴィルのコレクションとして、エディンバラのドラム・ハウスにあった。その後、絵画はサマーヴィル卿の一族の間で相続された。孫の第15代サマーヴィル卿ジョン・サウジー（John Southey, 15th Lord Somerville）のとき、絵画は1818年3月、同年6月、1819年3月の3回にわたって競売に出品されたが、売れ残っている。サマーヴィル家の最後の所有者は第17代サマーヴィル卿ケネルム・サマーヴィルの娘ルイーザ・ハリエット・サマーヴィル・ヘンリー（Louisa Harriet Somerville Henry）である。絵画は彼女の死後の1924年にロンドンで競売にかけられた。これを購入したのはニューヨークの古美術商ルイス＆シモンズ（Lewis & Simmons）で、それを美術商デュヴィーン・ブラザーズが購入し、1929年にニューヨークの銀行家・美術コレクターのジュールス・S・ベイチュに売却した。絵画はさらにその年の10月に再びデュヴィーン・ブラザーズによってハンガリーの銀行家・美術コレクターのマルセル・ネメシュに18,000ポンドで売却された。1930年にマルセル・ネメシュが死去すると、翌1931年に売却され、オランダのコレクターによって所有された。その後、スウェーデンの起業家アクセル・ヴェナー＝グレンの手に渡ったとされる。彼の死後の1965年3月24日の競売で、美術商ジュリアス・ワイツナー（Julius Weitzner）はロンドンのホールズボロウ・ギャラリー（Hallsborough Galler）とともに絵画を125,000ポンドで購入した。1975年にフランスの企業ビックの設立者マルセル・バロン・ビックが所有したのち、1988年に日本法人がマルセル・バロン・ビックから購入し、1988年9月21日から2001年5月21日まで東京都中央区のブリヂストン美術館に貸与した。
絵画は2000年のアテネ国立美術館、アテネ・オランダ研究所、ドルトレヒト美術館が共同で開催した『ルーベンスとレンブラントの時代のギリシアの神々と英雄展』（Greek Gods and Heroes in the Age of Rubens and Rembrandt）に出展されたのち、広く知られるようになった。翌2001年、絵画は美術商・研究者のオットー・ナウマン（Otto Naumann）と化学者・実業家・美術コレクターのアルフレッド・ベイダーに売却された。絵画は日本を離れたのち修復を受け、変色したワニスの厚い層が除去されると、2002年の欧州ファインアートフェア・マーストリヒトに出展され、絵画の来歴および図像についての詳細な論考が発表された。絵画がニューヨークの実業家・美術コレクターである富豪トーマス・S・カプランが所有するライデン・コレクションに加わったのは2008年のことである。

## ギャラリー

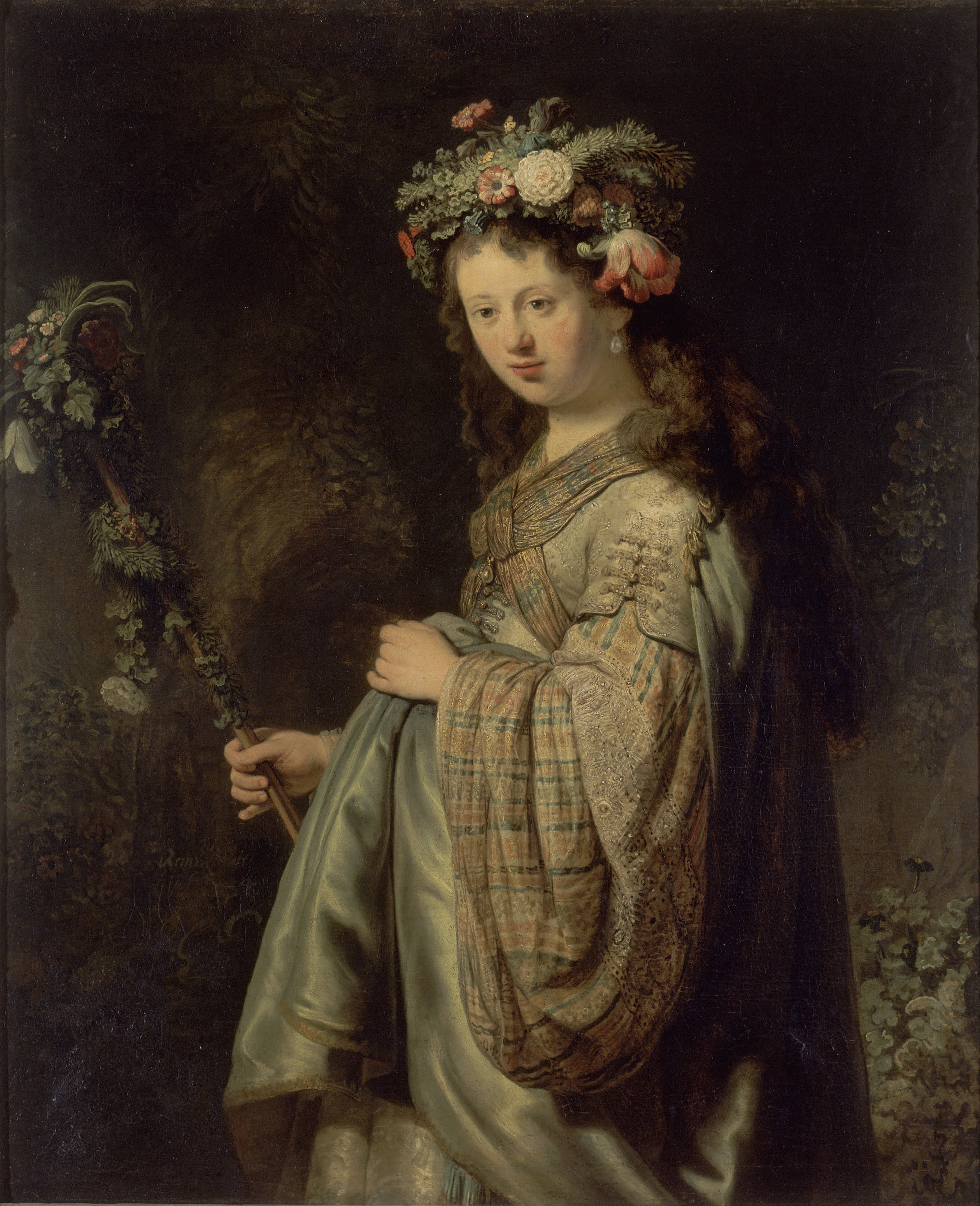
『フローラ』1634年 エルミタージュ美術館所蔵
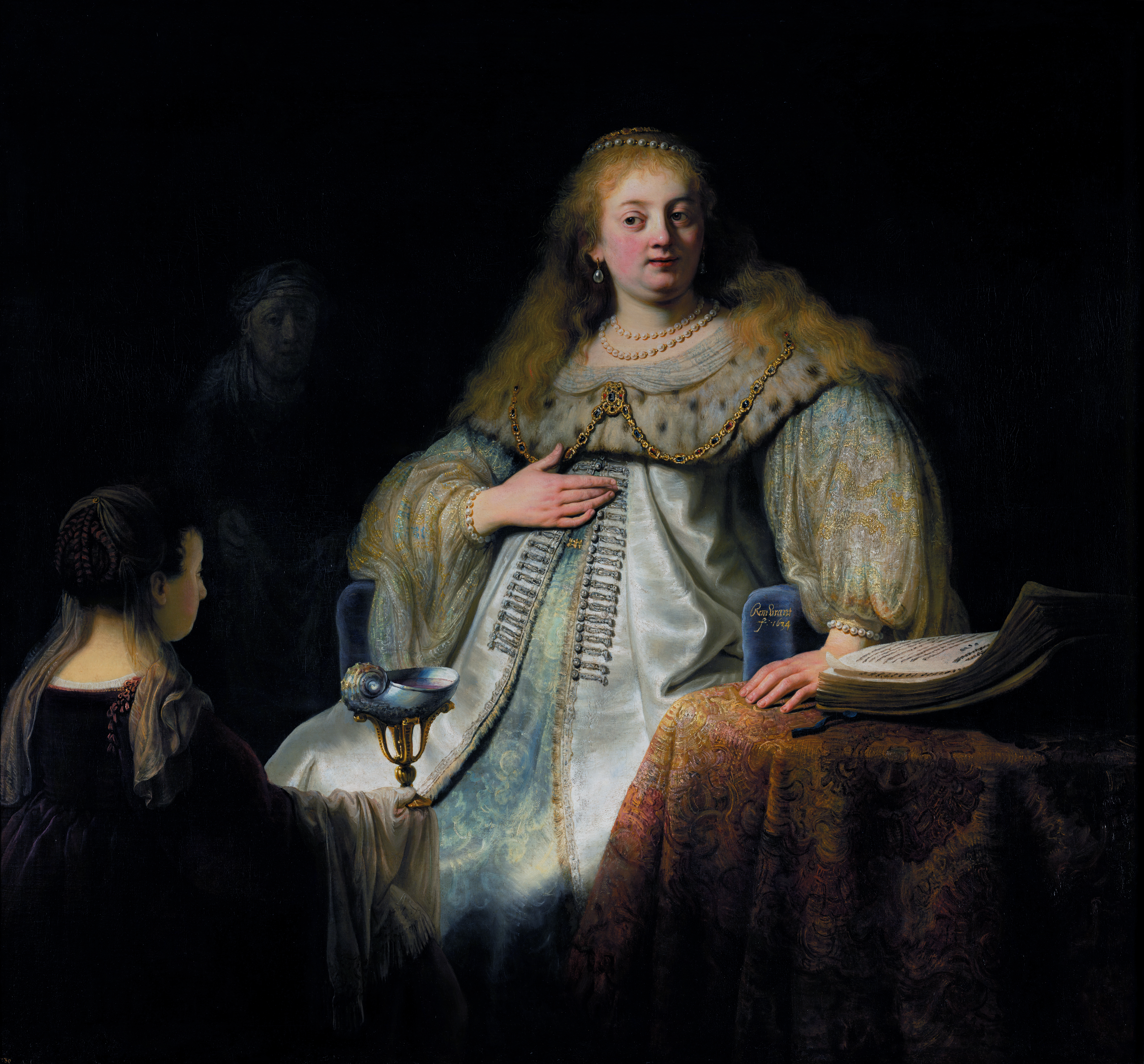
『ホロフェルネスの饗宴におけるユディト』1634年 プラド美術館所蔵
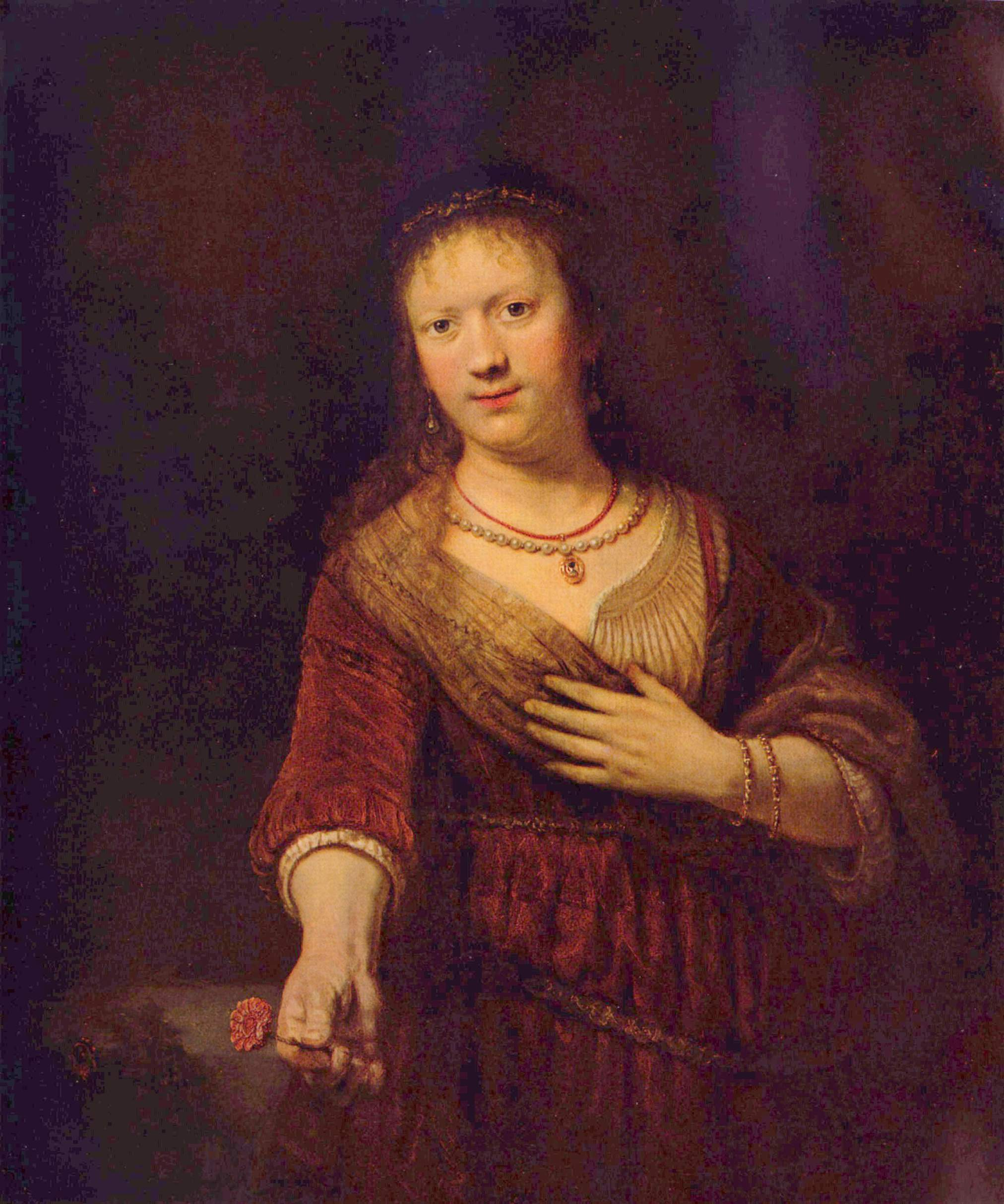
『フローラとしてのサスキア』1641年 ドレスデン美術館所蔵
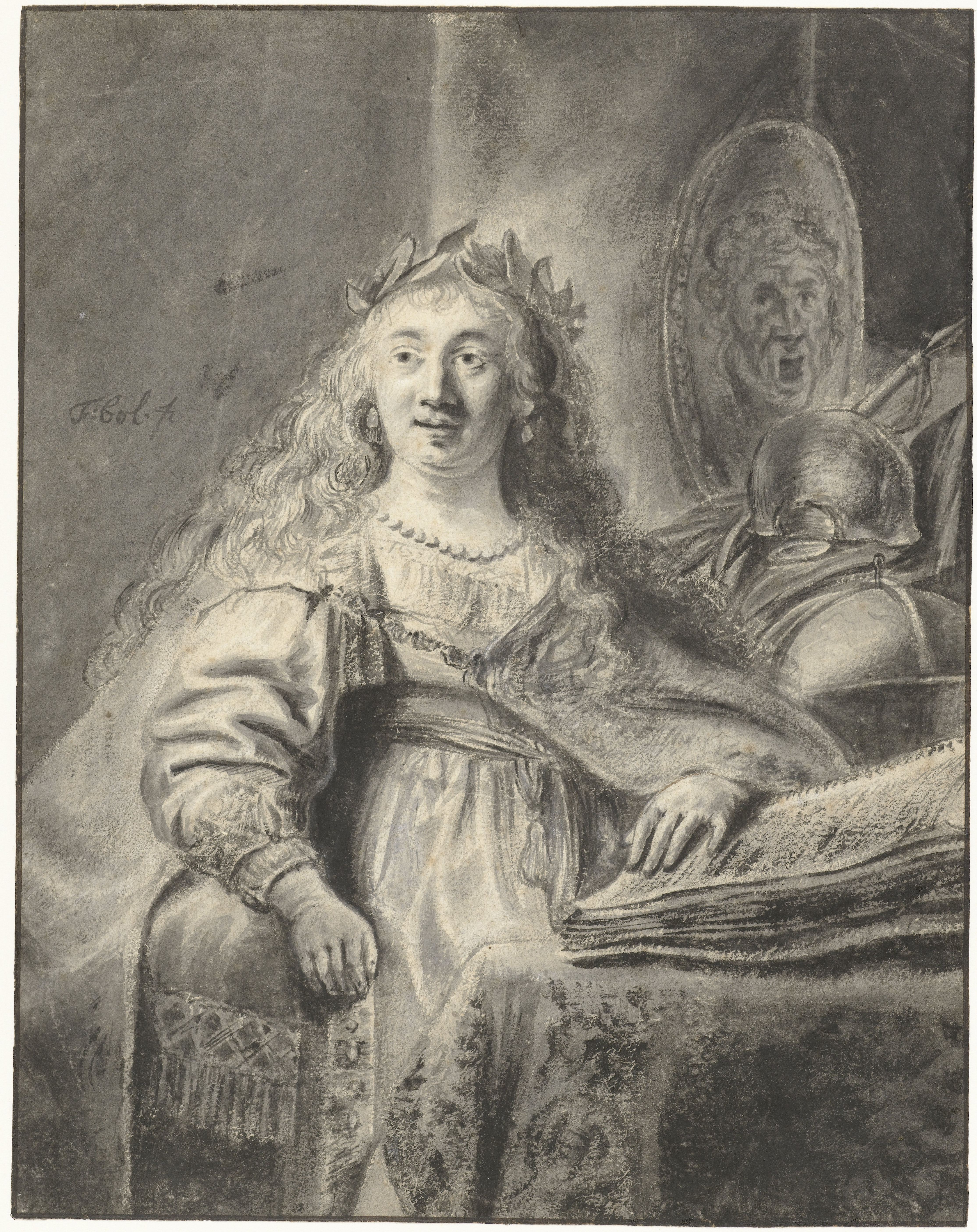
フェルディナント・ボルによる複製 アムステルダム国立美術館所蔵
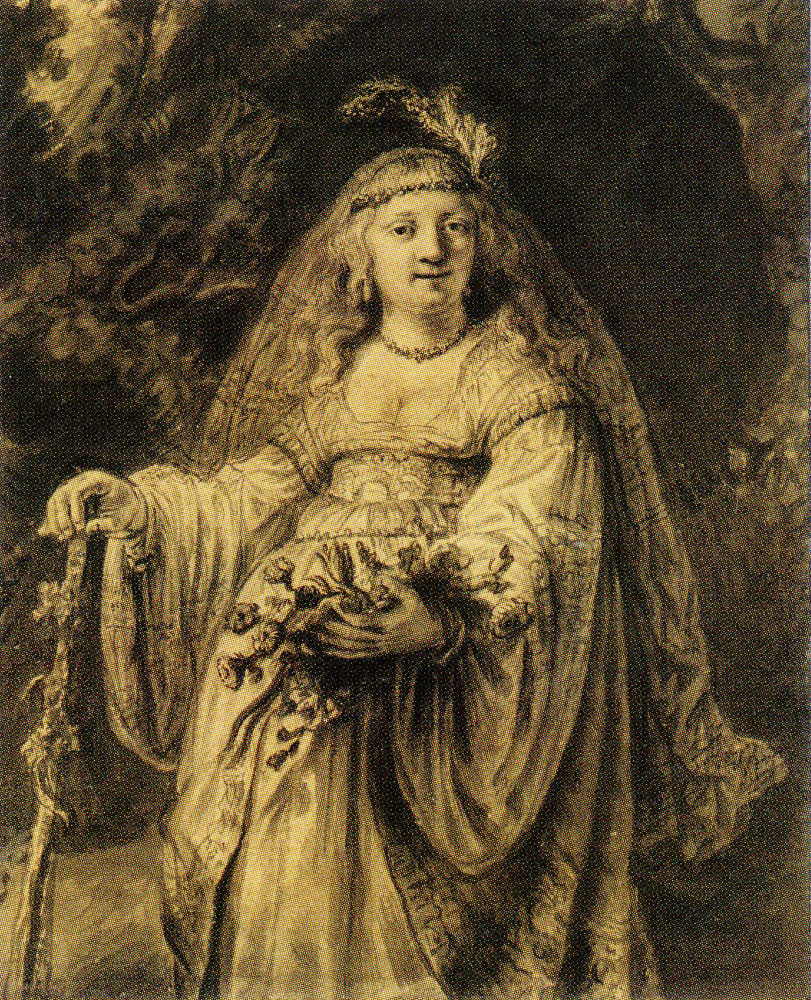
フェルディナント・ボルによる複製 1635年 大英博物館所蔵
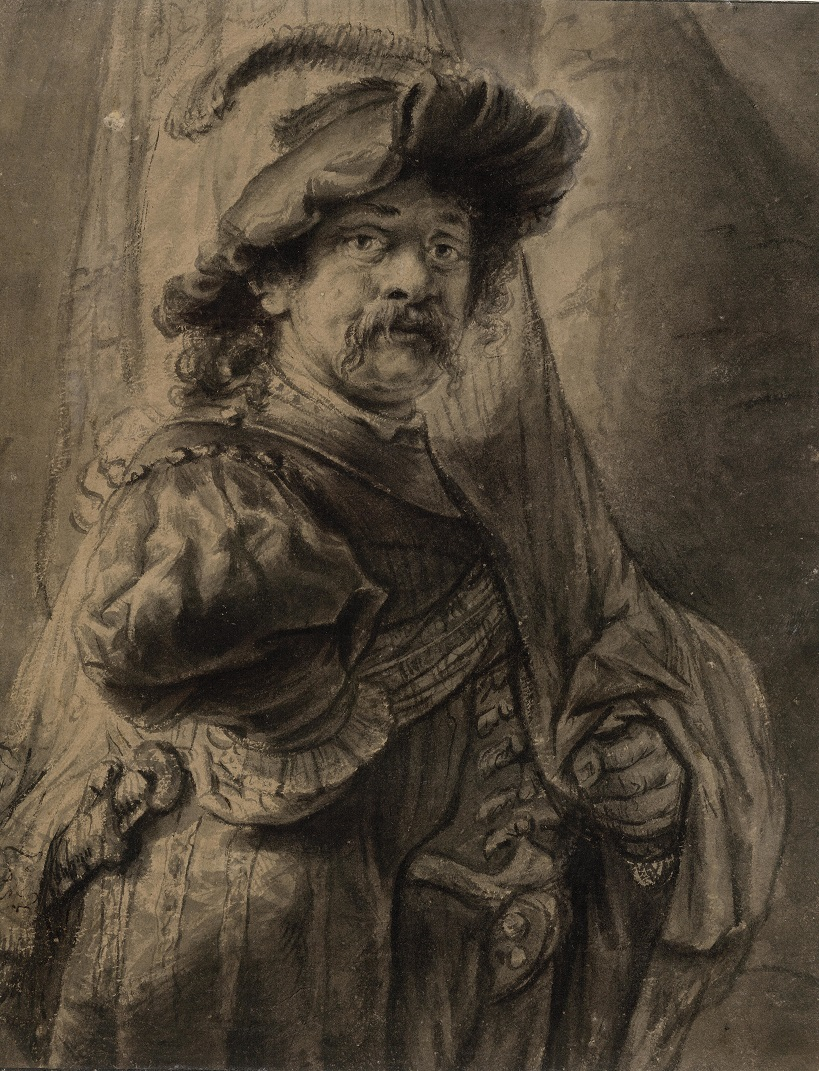
フェルディナント・ボルによる複製 1636年以降 大英博物館所蔵